# Karel Holý (lední hokejista)
Karel Holý (3. února 1956 Praha – 23. listopadu 2024) byl český hokejový útočník.

## Hokejová kariéra
V československé lize hrál za Spartu Praha a během povinné vojenské služby za Duklu Jihlava. Odehrál 11 ligových sezón, nastoupil ve 421 ligových utkáních, dal 120 gólů a měl 154 asistencí. Dále hrál v Německu za ESV Kaufbeuren a ve Finsku za IPK Iisalmi. Za reprezentaci Československa nastoupil v letech 1976–1983 ve 27 utkáních a dal 4 góly. Byl členem reprezentace na Kanadském poháru 1976, ale do utkání nezasáhl. V roce 1980 reprezentoval Československo na ZOH v Lake Placid, nastoupil ve 4 utkáních.
Reprezentoval Československo na Mistrovství Evropy juniorů v ledním hokeji 1974, kdy tým skončil na 4. místě a na Mistrovství Evropy juniorů v ledním hokeji 1975, kdy tým skončil na 2. místě a Karel Holý získal cenu direktoriátu IIHF jako nejlepší útočník. Reprezentoval Československo na Mistrovství světa juniorů v ledním hokeji 1975, kde tým skončil na 4. místě a na Mistrovství světa juniorů v ledním hokeji 1976, kde tým skončil na 2. místě a Karel Holý byl nominován do All-Stars Týmu.

## Klubové statistiky
| Sezona    | Klub           | Soutěž          | Základní část | Základní část | Základní část | Základní část | Základní část | Play-off | Play-off | Play-off | Play-off | Play-off |
| Sezona    | Klub           | Soutěž          | Z             | G             | A             | B             | TM            | Z        | G        | A        | B        | TM       |
| --------- | -------------- | --------------- | ------------- | ------------- | ------------- | ------------- | ------------- | -------- | -------- | -------- | -------- | -------- |
| 1974/1975 | Sparta Praha   | 1. liga         | 38            | 7             | 12            | 19            | 22            |          |          |          |          |          |
| 1975/1976 | Sparta Praha   | 1. liga         | 30            | 9             | 14            | 23            | 45            |          |          |          |          |          |
| 1976/1977 | Sparta Praha   | 1. liga         | 43            | 11            | 10            | 21            | 48            |          |          |          |          |          |
| 1977/1978 | Sparta Praha   | 1. liga         | 44            | 14            | 8             | 22            | 61            |          |          |          |          |          |
| 1978/1979 | Dukla Trenčín  | 1. liga         | -             | -             | -             | -             | -             |          |          |          |          |          |
| 1979/1980 | Dukla Jihlava  | 1. liga         | 44            | 14            | 13            | 27            | 30            |          |          |          |          |          |
| 1980/1981 | Sparta Praha   | 1. liga         | 40            | 8             | 15            | 23            | 52            |          |          |          |          |          |
| 1981/1982 | Sparta Praha   | 1. liga         | 36            | 8             | 7             | 15            | 20            |          |          |          |          |          |
| 1982/1983 | Sparta Praha   | 1. liga         | 43            | 23            | 31            | 54            | 33            |          |          |          |          |          |
| 1983/1984 | Sparta Praha   | 1. liga         | 41            | 11            | 13            | 24            | 49            |          |          |          |          |          |
| 1984/1985 | Sparta Praha   | 1. liga         | 44            | 13            | 23            | 36            | 56            |          |          |          |          |          |
| 1985/1986 | Sparta Praha   | 1. liga         | 18            | 2             | 8             | 10            | 46            |          |          |          |          |          |
| 1986/1987 | ESV Kaufbeuren | 1. německá liga | 39            | 14            | 38            | 52            | 46            |          |          |          |          |          |
| 1987/1988 | ESV Kaufbeuren | 1. německá liga | 34            | 15            | 30            | 45            | 32            |          |          |          |          |          |
| 1988/1989 | ESV Kaufbeuren | 1. německá liga | 36            | 14            | 21            | 35            | 47            | 14       | 5        | 20       | 25       | 12       |
| 1989/92   | IPK Iisalmi    | 2. finská liga  | 27            | 19            | 34            | 53            | 64            |          |          |          |          |          |